# Оксид тория(IV)
Окси́д то́рия(IV) — бинарное неорганическое соединение металла тория и кислорода с формулой ThO2, бесцветные кристаллы, нерастворимые в воде.

## Получение
- Сгорание тория на воздухе:

{\displaystyle {\mathsf {Th+O_{2}\ {\xrightarrow {250^{o}C}}\ ThO_{2}}}}
- Разложение гидроксида, нитрата, карбоната или оксалата тория:

{\displaystyle {\mathsf {Th(OH)_{4}\ {\xrightarrow {470^{o}C}}\ ThO_{2}+2H_{2}O}}}
{\displaystyle {\mathsf {Th(NO_{3})_{4}\ {\xrightarrow {400^{o}C}}\ ThO_{2}+4NO_{2}+O_{2}}}}
{\displaystyle {\mathsf {Th(CO_{3})_{2}\ {\xrightarrow {T}}\ ThO_{2}+2CO_{2}}}}
{\displaystyle {\mathsf {Th(C_{2}O_{4})_{2}\ {\xrightarrow {T}}\ ThO_{2}+2CO_{2}+2CO}}}
- В природе встречается редкий минерал — торианит, ThO2 — минерал из группы уранинита.

## Физические свойства
Оксид тория(IV) образует бесцветные кристаллы кубической сингонии, пространственная группа F m3m, параметры ячейки a = 0,5584 нм, Z = 4.

## Химические свойства
- Реагирует только с концентрированными серной и азотной кислотами:

{\displaystyle {\mathsf {ThO_{2}+H_{2}SO_{4}\ {\xrightarrow[{-H_{2}O}]{80^{o}C}}\ [Th(HSO_{4})SO_{4}]HSO_{4}\ {\xrightarrow {0^{o}C,H_{2}O}}\ Th(SO_{4})_{2}}}}
{\displaystyle {\mathsf {ThO_{2}+4HNO_{3}\ {\xrightarrow {HF}}\ Th(NO_{3})_{4}+2H_{2}O}}}
- При сильном нагревании реагирует с фтороводородом, сероводородом, оксидом кремния:

{\displaystyle {\mathsf {ThO_{2}+4HF\ {\xrightarrow {400-500^{o}C}}\ ThF_{4}+2H_{2}O}}}
{\displaystyle {\mathsf {ThO_{2}+4H_{2}S\ {\xrightarrow {1300-1500^{o}C}}\ 2ThS_{2}+2H_{2}O}}}
{\displaystyle {\mathsf {ThO_{2}+SiO_{2}\ {\xrightarrow {1400^{o}C}}\ ThSiO_{4}}}}
- Реагирует с хлором в присутствии восстановителей:

{\displaystyle {\mathsf {ThO_{2}+2Cl_{2}+2CO\ {\xrightarrow {400-500^{o}C}}\ 2ThCl_{4}+2CO_{2}}}}
- Вытесняется из оксида более активными металлами:

{\displaystyle {\mathsf {ThO_{2}+2Ca\ {\xrightarrow {950^{o}C,Ar}}\ Th+2CaO}}}
- Реагирует при сплавлении с гидросульфатом калия:

{\displaystyle {\mathsf {ThO_{2}+4KHSO_{4}\ {\xrightarrow {350-400^{o}C,Ar}}\ Th(SO_{4})_{2}+2K_{2}SO_{4}+2H_{2}O}}}

## Применение
- Компонент специальных стёкол.

Торотраст

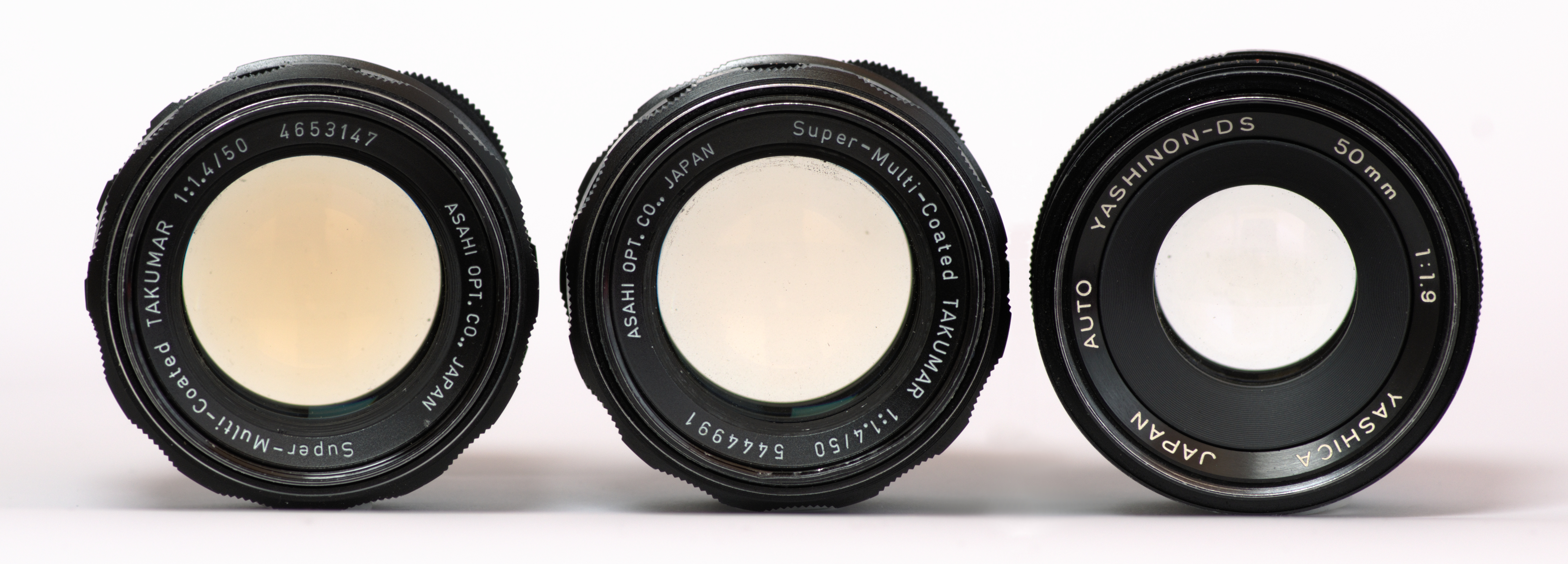
Слегка желтоватый цвет на просвет, придаваемый линзами из ториевого стекла некоторых фотообъективов середины XX века

- Для легирования вольфрама и его сплавов.
- Катализатор в органическом синтезе. В частности, один из лучших катализаторов димеризации метана в этилен.
- Ранее применялся в рентгендиагностике как основной ингредиент рентгеноконтрастных препаратов (в частности, входил в состав торотраста[англ.][1]), однако впоследствии вышел из употребления ввиду доказанной радиоканцерогенности.